# Chorizanthe inequalis
Chorizanthe inequalis là một loài thực vật có hoa trong họ Rau răm. Loài này được Stokes mô tả khoa học đầu tiên năm 1900.